# Liste des longs métrages philippins proposés à l'Oscar du meilleur film international
Cet article présente la liste des longs métrages philippins proposés à l'Oscar du meilleur film international.

## Films proposés par les Philippines
| Année (Cérémonie) | Titre français                            | Titre original                            | Réalisateur               | Résultat   | Ref   |
| ----------------- | ----------------------------------------- | ----------------------------------------- | ------------------------- | ---------- | ----- |
| 1954 (26e)        | Ang Buhay ni Genghis Khan (gl)            | Ang Buhay ni Genghis Khan (gl)            | Manuel Conde (tl)         | Non nommé  | [ 1 ] |
| 1957 (29e)        | Anak Dalita (gl)                          | Anak Dalita (gl)                          | Lamberto V. Avellana (tl) | Non nommé  | [ 1 ] |
| 1962 (34e)        | The Moises Padilla Story (gl)             | The Moises Padilla Story (gl)             | Gerardo de León           | Non nommé  | [ 1 ] |
| 1968 (40e)        | Dahil sa Isang Bulaklak (gl)              | Dahil sa Isang Bulaklak (gl)              | Luis Nepomuceno           | Non nommé  | [ 1 ] |
| 1977 (49e)        | Ganito Kami Noon, Paano Kayo Ngayon? (tl) | Ganito Kami Noon, Paano Kayo Ngayon? (tl) | Eddie Romero              | Non nommé  | [ 1 ] |
| 1985 (57e)        | Karnal (tl)                               | Karnal (tl)                               | Marilou Diaz-Abaya        | Non nommé  | [ 1 ] |
| 1986 (58e)        | Bayan Ko: Kapit sa Patalim                | Bayan Ko: Kapit sa Patalim                | Lino Brocka               | Non nommé  | [ 1 ] |
| 1996 (68e)        | Inagaw Mo ang Lahat sa Akin (gl)          | Inagaw Mo ang Lahat sa Akin (gl)          | Carlos Siguion-Reyna      | Non nommé  | [ 1 ] |
| 1997 (69e)        | Segurista (gl)                            | Segurista (gl)                            | Tikoy Aguiluz (en)        | Non nommé  | [ 1 ] |
| 1998 (70e)        | Milagros (gl)                             | Milagros (gl)                             | Marilou Diaz-Abaya        | Non nommé  | [ 1 ] |
| 1999 (71e)        | Sa Pusod ng Dagat (gl)                    | Sa Pusod ng Dagat (gl)                    | Marilou Diaz-Abaya        | Non nommé  | [ 1 ] |
| 2000 (72e)        | Saranggola (gl)                           | Saranggola (gl)                           | Gil Portes (nl)           | Non nommé  | [ 1 ] |
| 2001 (73e)        | Anak (tl)                                 | Anak (tl)                                 | Rory Quintos (en)         | Non nommé  | [ 1 ] |
| 2002 (74e)        | Gatas... Sa dibdib ng kaaway (gl)         | Gatas... Sa dibdib ng kaaway (gl)         | Gil Portes (nl)           | Non nommé  | [ 1 ] |
| 2003 (75e)        | Mga Munting Tinig (gl)                    | Mga Munting Tinig (gl)                    | Gil Portes (nl)           | Non nommé  | [ 1 ] |
| 2004 (76e)        | Dekada '70 (tl)                           | Dekada '70 (tl)                           | Chito S. Roño (en)        | Non nommé  | [ 1 ] |
| 2005 (77e)        | Crying Ladies (gl)                        | Crying Ladies (gl)                        | Mark Meily (en)           | Non nommé  | [ 1 ] |
| 2007 (79e)        | L'Éveil de Maximo Oliveros                | Ang Pagdadalaga ni Maximo Oliveros        | Auraeus Solito            | Non nommé  | [ 1 ] |
| 2008 (80e)        | Donsol (gl)                               | Donsol (gl)                               | Adolf Alix (tl)           | Non nommé  | [ 1 ] |
| 2009 (81e)        | Ploning                                   | Ploning                                   | Dante Nico Garcia         | Non nommé  | [ 1 ] |
| 2010 (82e)        | Ded na si Lolo (gl)                       | Ded na si Lolo (gl)                       | Soxie Topacio (en)        | Non nommé  | [ 1 ] |
| 2011 (83e)        | Noy (tl)                                  | Noy (tl)                                  | Dondon Santos             | Non nommé  | [ 1 ] |
| 2012 (84e)        | Ang Babae sa Septic Tank (gl)             | Ang Babae sa Septic Tank (gl)             | Marlon Rivera             | Non nommé  | [ 1 ] |
| 2013 (85e)        | Bwakaw (gl)                               | Bwakaw (gl)                               | Jun Lana (tl)             | Non nommé  | [ 1 ] |
| 2014 (86e)        | Transit (gl)                              | Transit (gl)                              | Hannah Espia              | Non nommé  | [ 1 ] |
| 2015 (87e)        | Norte, la fin de l'histoire               | Norte, Hangganan ng Kasaysayan            | Lav Diaz                  | Non nommé  | [ 1 ] |
| 2016 (88e)        | Heneral Luna                              | Heneral Luna                              | Jerrold Tarog             | Non nommé  | [ 1 ] |
| 2017 (89e)        | Ma' Rosa                                  | Ma' Rosa                                  | Brillante Mendoza         | Non nommé  | [ 1 ] |
| 2018 (90e)        | Birdshot (gl)                             | Birdshot (gl)                             | Mikhail Red (en)          | Non nommé  | [ 1 ] |
| 2019 (91e)        | Signal Rock (gl)                          | Signal Rock (gl)                          | Chito S. Roño (en)        | Non nommé  | [ 2 ] |
| 2020 (92e)        | Verdict (gl)                              | Verdict (gl)                              | Raymund Ribay Gutierrez   | Non nommé  | [ 3 ] |
| 2021 (93e)        | Mindanao (gl)                             | Mindanao (gl)                             | Brillante Mendoza         | Non nommé  | [ 4 ] |
| 2023 (95e)        | On the Job 2: The Missing 8               | On the Job 2: The Missing 8               | Erik Matti                | Non nommé  | [ 5 ] |
| 2024 (96e)        | Iti Mapukpukaw (pt)                       | Iti Mapukpukaw (pt)                       | Carl Joseph Papa          | Non nommé  | [ 6 ] |
| 2025 (97e)        | And So It Begins (id)                     | And So It Begins (id)                     | Ramona S. Diaz            | En attente | [ 7 ] |